# Saccatura

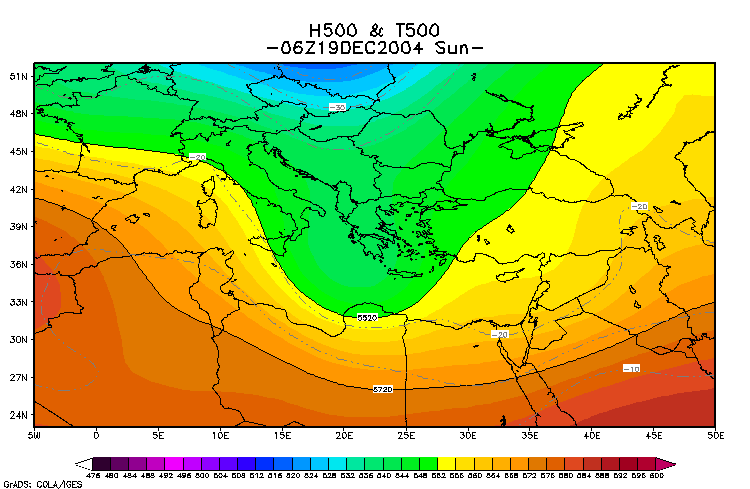
Esempio di carta meteorologica con una saccatura sull'Italia e Balcani

In meteorologia la saccatura (trough in inglese) è una figura barica a scala sinottica, ovvero una disposizione delle isobare nel campo di pressione atmosferica con una tipica forma a U o V, in cui la pressione atmosferica diminuisce progressivamente entrando al suo interno. 
Essa dunque è una zona di bassa pressione (ampia e profonda) all'interno della quale si manifesta l'instabilità baroclina che porta alla formazione di cicloni extratropicali con associati fronti atmosferici, ovvero è una zona di scontro tra masse d'aria diversa, portatrice  quindi di cattivo tempo atmosferico. Assieme ai promontori di alta pressione e agli anticicloni, è una delle figure bariche chiave per l'interpretazione del tempo atmosferico a partire dalle carte meteo.

## Descrizione
In particolare, saccature e ponti di alta pressione si inseriscono all'interno del contesto delle oscillazioni in latitudine del flusso zonale della circolazione atmosferica, ovvero della dinamica delle onde di Rossby.
Alla linea frontale anteriore della saccatura è associato il fronte atmosferico, mentre al suo interno si manifesta instabilità atmosferica, ovvero moti d'aria verticali.
Spesso tra due saccature si produce un ponte di alta pressione dove prevale la subsidenza atmosferica, ovvero i moti d'aria discendenti e quindi foriero di tempo stabile. Ai bordi della saccatura, cioè al confine con il promontorio, si hanno condizioni di tempo atmosferico intermedie (e spesso le più difficili da prevedere con accuratezza) con circolazione d'aria lungo le isobare, che tende ad assumere una componente meridiana settentrionale a ovest della saccatura e meridionale ad est di essa, favorendo quindi scambi meridiani di calore sotto forma di avvezioni.
Una saccatura può evolvere verso il cosiddetto cut off o goccia fredda, ovvero nella formazione di una struttura depressionaria in quota isolata dal resto della circolazione atmosferica, situazione foriera ancora una volta di instabilità atmosferica con caratteristiche aggiunte di spiccata tendenza a stazionarietà o persistenza su un territorio ovvero di scarsa dinamicità.